# 约翰·沃克 (赛艇运动员)
约翰·沃克（英語：John Walker，1891年1月4日—1952年7月22日），英国前男子赛艇运动员。他曾代表英国参加1912年夏季奥林匹克运动会赛艇比赛，获得男子八人单桨有舵手银牌。